# Тис у Нижньомасандрівському парку
Тис у Нижньомасандрівському парку. Росте в Ялті (Крим), у Нижньомасандрівському парку біля стежки за верхнім басейном в напрямку до пансіонату «Донбас». Обхват стовбура 2,90 м, висота 20 м, вік 1000 років. Дерево у гарному стані. Необхідно поставити охоронний знак і огорожу, що повністю виключала б підхід людей до дерева. Отримав статус ботанічної пам'ятки природи в 2011 р. з ініціативи Київського еколого-культурного центру.

## Ресурси Інтернету
- Фотогалерея самых старых и выдающихся деревьев Украины  [Архівовано 8 квітня 2014 у Wayback Machine.]

## Виноски
1. 1 2   Шнайдер С. Л., Борейко В. Е., Стеценко Н. Ф. 500 выдающихся деревьев Украины. — К.: КЭКЦ, 2011. — 203 с.